# حوزه انتخابیه نوزدهم فلوریدا
حوزه انتخابیه نوزدهم فلوریدا یک حوزه انتخابیه مجلس نمایندگان آمریکا است که در ایالت فلوریدا قرار دارد.